# Triplaris weigeltiana
Triplaris weigeltiana (Rchb.) Kuntze – gatunek rośliny z rodziny rdestowatych (Polygonaceae Juss.). Występuje naturalnie w Wenezueli, Gujanie, Surinamie, Gujanie Francuskiej, Peru oraz Brazylii (w stanach Acre, Amazonas, Amapá, Pará i Rondônia). 

## Morfologia
PokrójWiecznie zielone drzewo wyposażone w korzenie przybyszowe. Gałęzie są myrmekofityczne.
LiścieMają kształt od podłużnie eliptycznego do podłużnego. Mierzą 20–35 cm długości oraz 7–13 cm szerokości. Są niemal skórzaste. Blaszka liściowa jest o rozwartej lub ostrokątnej nasadzie i spiczastym wierzchołku. Ogonek liściowy jest nagi i osiąga 5–20 mm długości.
KwiatyJednopłciowe, zebrane w kłosy przypominające wiechy, dorastają do 25 cm długości, rozwijają się na szczytach pędów lub w ich kątach.
OwoceTrójboczne niełupki osiągające 70 mm długości.

## Biologia i ekologia
Roślina dwupienna.